# 菜坝镇
菜坝镇，是中华人民共和国四川省宜宾市翠屏区下辖的一个乡镇级行政单位。

## 行政区划
菜坝镇下辖以下地区：
绿园社区、菜利社区村、五星社区村、石马村、菜坝村、光荣村、光华村、扇子村、红旗社区村、双河村、点灯村、菜胜村、工农村、劳动村、峰洞村、幸福村、水库村和翠外居住区。